# Kings County, Kalifornien
Kings County är ett administrativt område i delstaten Kalifornien, USA. Den administrativa huvudorten (county seat) är Hanford. År 2010 hade Kings County 152 982 invånare.

## Geografi
Enligt United States Census Bureau har countyt en total area på 3 604 km². 3 603 km² av den arean är land och 1 km² är vatten.

### Angränsande countyn
- Kern County, Kalifornien - syd
- Tulare County, Kalifornien - öst
- Fresno County, Kalifornien - nord, nordväst
- Monterey County, Kalifornien - väster
- San Luis Obispo County, Kalifornien - sydväst

### Städer och samhällen
- Armona
- Avenal
- Corcoran
- Grangeville
- Hanford (huvudort)
- Hardwick
- Home Garden
- Kettleman City
- Lemoore
- Lemoore Station (Naval Air Station Lemoore)
- Stratford